# 물가자미속
물가자미속(Eopsetta)은 가자미목에 속하는 조기어류 물고기 속의 하나이다. 물가자미와 서대를 포함하고 있다. 태평양 북동부와 북서부에서 주로 발견된다. 비대칭의 평평한 몸을 갖고 있으며 눈은 몸 같은 면에 있다. 몸길이는 최대 70cm까지 자란다.

## 하위 종
물가자미속은 2종으로 이루어져 있다.
- 물가자미 (E. grigorjewi) (Herzenstein, 1890) - 태평양 북서부, 수심 60 ~ 1325m 바다에 서식
- 서대 (E. jordani) (Lockington, 1879) - 태평양 북동부, 수심 0 ~ 550m에 서식